# San Quilico (piève)
Pour les articles homonymes, voir San Quilico.
San Quilico est une ancienne piève de Corse. Située dans le nord-est de l'île, elle relevait de la province du Nebbio sur le plan civil et du diocèse de Nebbio sur le plan religieux.

## Géographie

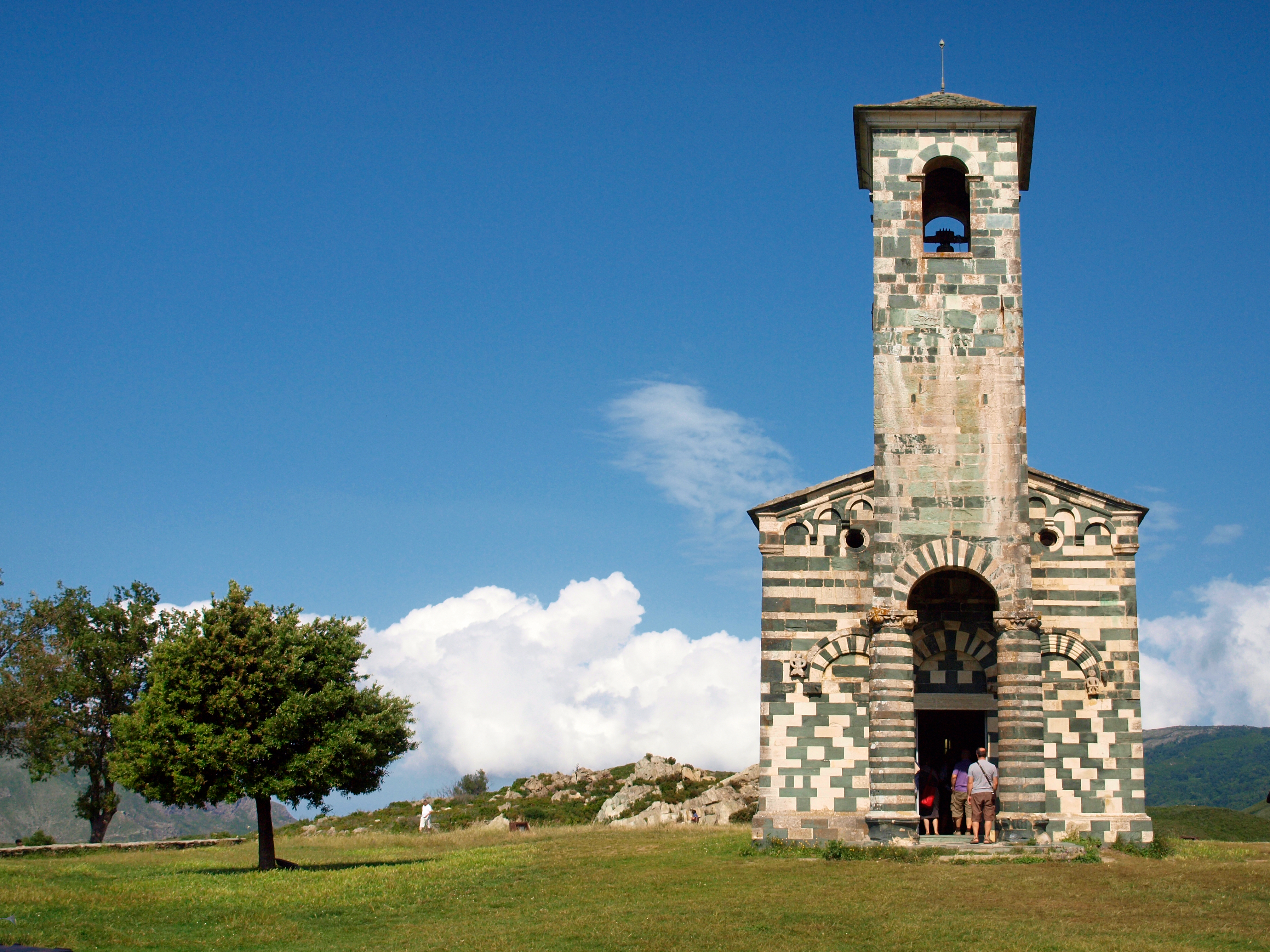
Église San Michele

D'après Geneviève Moracchini-Mazel, le territoire de l'ancienne piève de San Quilico correspond aux territoires des communes actuelles de :
- Sorio ;
- Piève ;
- Rapale ;
- Murato.

Les pièves voisines de San Quilico sont :
San Quilico était la piève la plus méridionale de la province du Nebbio, située au sud-ouest de la cité génoise de Bastia.
Vers 1520 la pieve comptait environ 2 000 habitants répartis entre les lieux habités suivants : 
- Soriu, Sorio
- la Pieve, Piève
- Zigliani,
- Rapalle, Rapale
- la Juncha,
- la Carasincha,
- Morato Sottano, Murato
- Morato Soprano, Murato
- Loreto,
- Petra di Loreto.

## Étymologie
La région doit son nom à saint Cyr, jeune martyr chrétien du IVe siècle, fils de sainte Julitte. Ce nom de "saint Cyr" a été déformé en "saint Cirq" ou "saint Cirgues" dans la moitié sud de la France et en « santo Quilico » en corse.

## La pieve religieuse
L'église piévane, ou piève de San Quilico était l'église dédiée à "San Quilico e San Gioviniano", située sur la commune de Pieve. D'après Geneviève Moracchini-Mazel  l'église actuelle a été bâtie à l'emplacement de l'église piévane ancienne. Le lieu-dit primitif Pieve désignant originellement l'église piévane et ses alentours est devenu le nom du village.
La piève de San Quilico semble avoir absorbée en partie au cours du Moyen Âge une piève dite de Bevinco qui se composait des communautés de Murato et Rutali ainsi que d'autres lieux habités disparus comme Campocasso. L'église piévane de Bevinco était l'église de Église Saint-Michel de Murato, du milieu du XIIe siècle.

## Histoire
- 1092 : Le pape Urbain II nomme archevêque Daibertus évêque de Pise qui devient métropolitain-suzerain des 6 diocèses corses. Gênes, jalouse, obtient en 1133 du pape Innocent II ceux de Nebbio, Mariana, Accia, Pise, conservant Sagone, Ajaccio et Aléria[5].

- 1554 : Durant le conflit qui opposa la Gênes alliée de Charles Quint, et la France alliée aux Turcs qui se termina en 1559, par le traité du Cateau-Cambrésis (la Corse est rendue à Gênes), Gênes reprend Murato, le centre de la pieve religieuse.

- 1600-1769 : les de Marchetti étaient les seigneurs de Murato.

Au XVIIe siècle la piève de San Quilico était toujours sous l'autorité de l'évêque de Nebbio près de Saint-Florent (la ville de Nebbio avait été détruite en 824 par les Sarrasins). 
Civilement, la piève de San Quilico relevait de la juridiction de Bastia et Nebbio. 
Au début du XVIIIe siècle, avant les événements qui, dès 1729, agitèrent cette région pendant la grande révolte des Corses contre Gênes, l’abbé Francesco Maria Accinelli à qui Gênes avait demandé d'établir à des fins militaires une estimation des populations à partir des registres paroissiaux, avait rapporté (texte en italien) : « Prouincia del Nebbio: V. Pieue di S. Quilico : Morato Soprano, e Sottano 311. Rapale 159. Sorio, e Croce 267. Pieue 185. ». Selon ses estimations, San Quilico (di quà da monti) comptait 922 habitants ; et selon le capitaine allemand Woght, Nebbio comptait 1 000 hommes susceptibles de porter les armes. 
Le 15 mai 1768, par le traité de Versailles, Gênes charge la France d’administrer et de pacifier la Corse. Passant sous administration militaire française, la piève de San Quilico devient en 1790 le canton de San Quilico, lui-même démembré en 1793 et réparti entre deux nouveaux cantons :
- canton de Bivinco formé avec Murato, Piève, Rapale et une commune du canton d'Olmeta ;
- canton de Tenda formé avec Sorio et les communes du canton de Santo Pietro.

## L'église San Michele
L'église romane est datée du milieu du XIIe siècle ; elle conserve des vestiges de fresques du XIVe siècle. Elle a vraisemblablement servi au Moyen Âge de piévanie comme semble le montrer certaines sculptures de façade qui peuvent être rapprochée du rôle judiciaire qu'un tel édifice avait à cette époque.

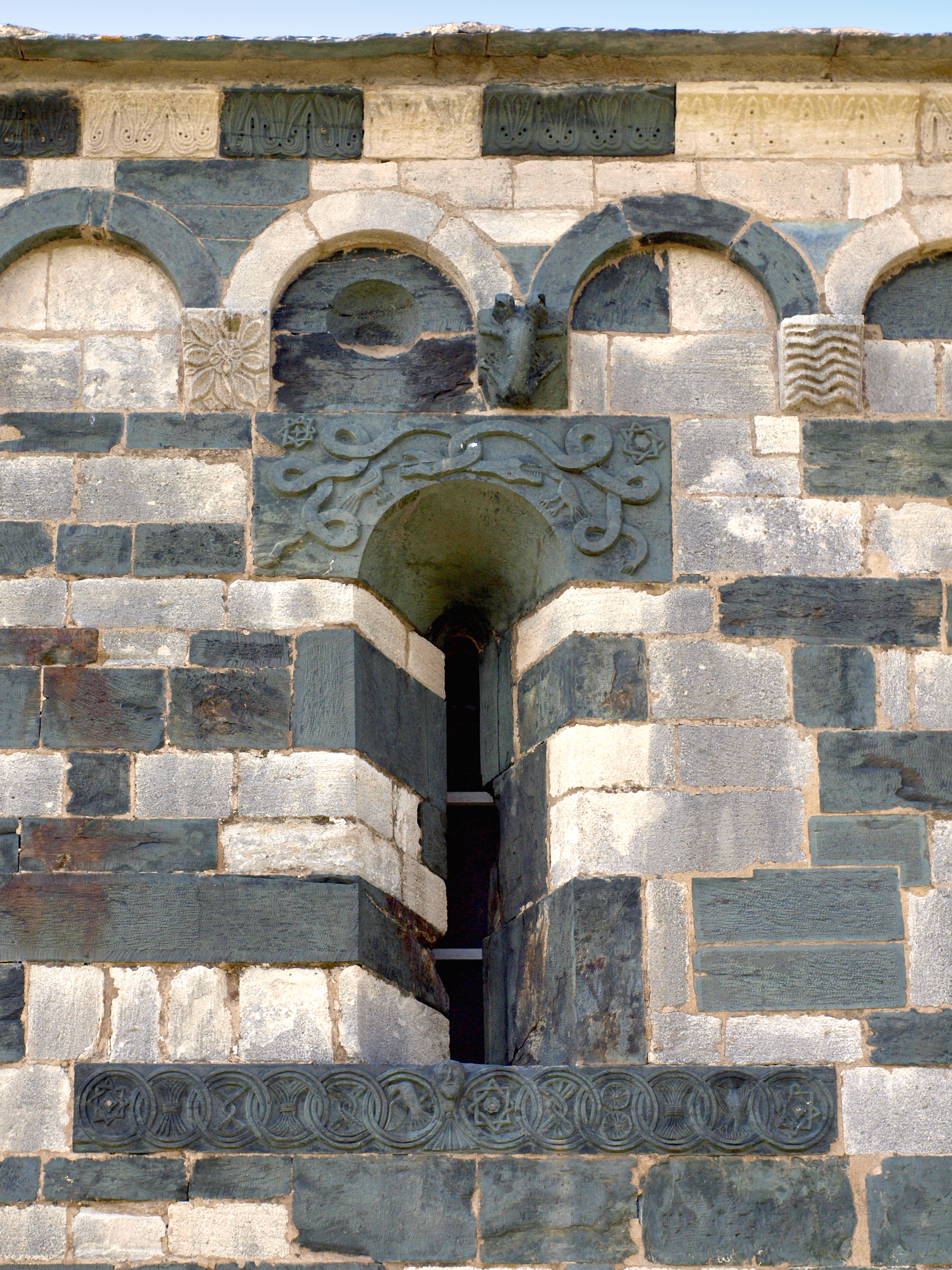
Fenêtre meurtrière Est
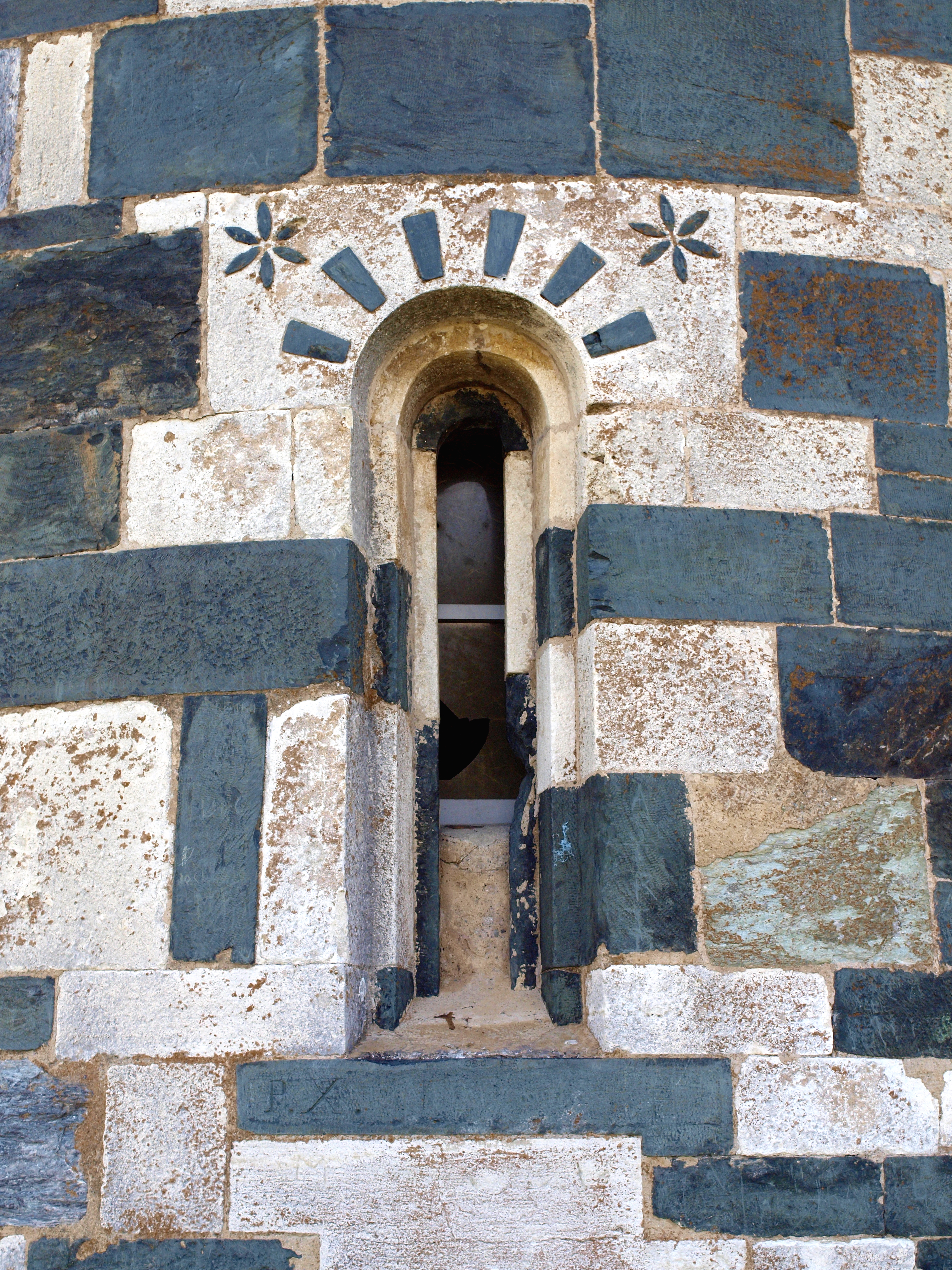
Fenêtre Nord
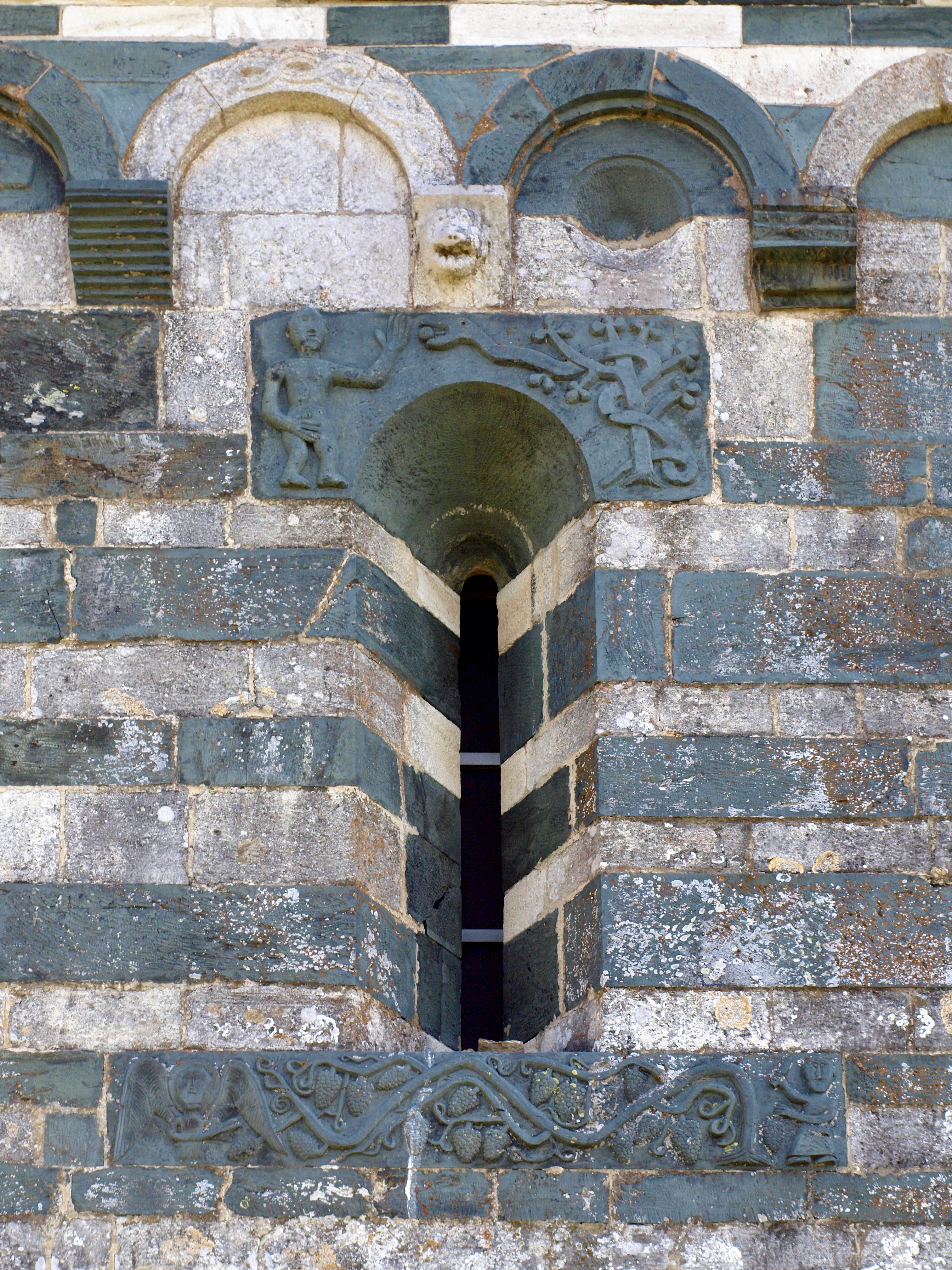
Fenêtre meurtrière Ouest
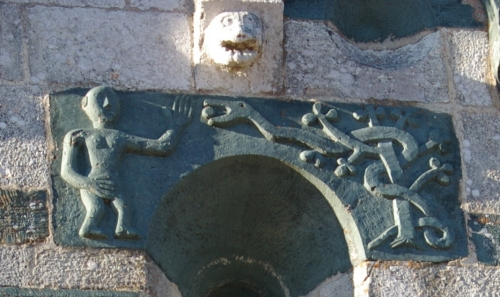
Linteau de la fenêtre Ouest : Ève succombant au serpent